# Прим
Прим (њем. Prüm) град је у њемачкој савезној држави Рајна-Палатинат. Једно је од 235 општинских средишта округа Ајфелкрајс Битбург-Прим. Према процјени из 2010. у граду је живјело 5.253 становника. Посједује регионалну шифру (AGS) 7232296.

## Географски и демографски подаци
Прим се налази у савезној држави Рајна-Палатинат у округу Ајфелкрајс Битбург-Прим. Град се налази на надморској висини од 460 метара. Површина општине износи 22,9 km². У самом граду је, према процјени из 2010. године, живјело 5.253 становника. Просјечна густина становништва износи 230 становника/km².

## Међународна сарадња
| Мјесто | Држава    | Врста сарадње | Од    |
| ------ | --------- | ------------- | ----- |
| Ворст  | Холандија | контакт       | 1992. |
|        | Француска | партнерство   | 1962. |
| Извор  |           |               |       |